# Ronny och Ragge

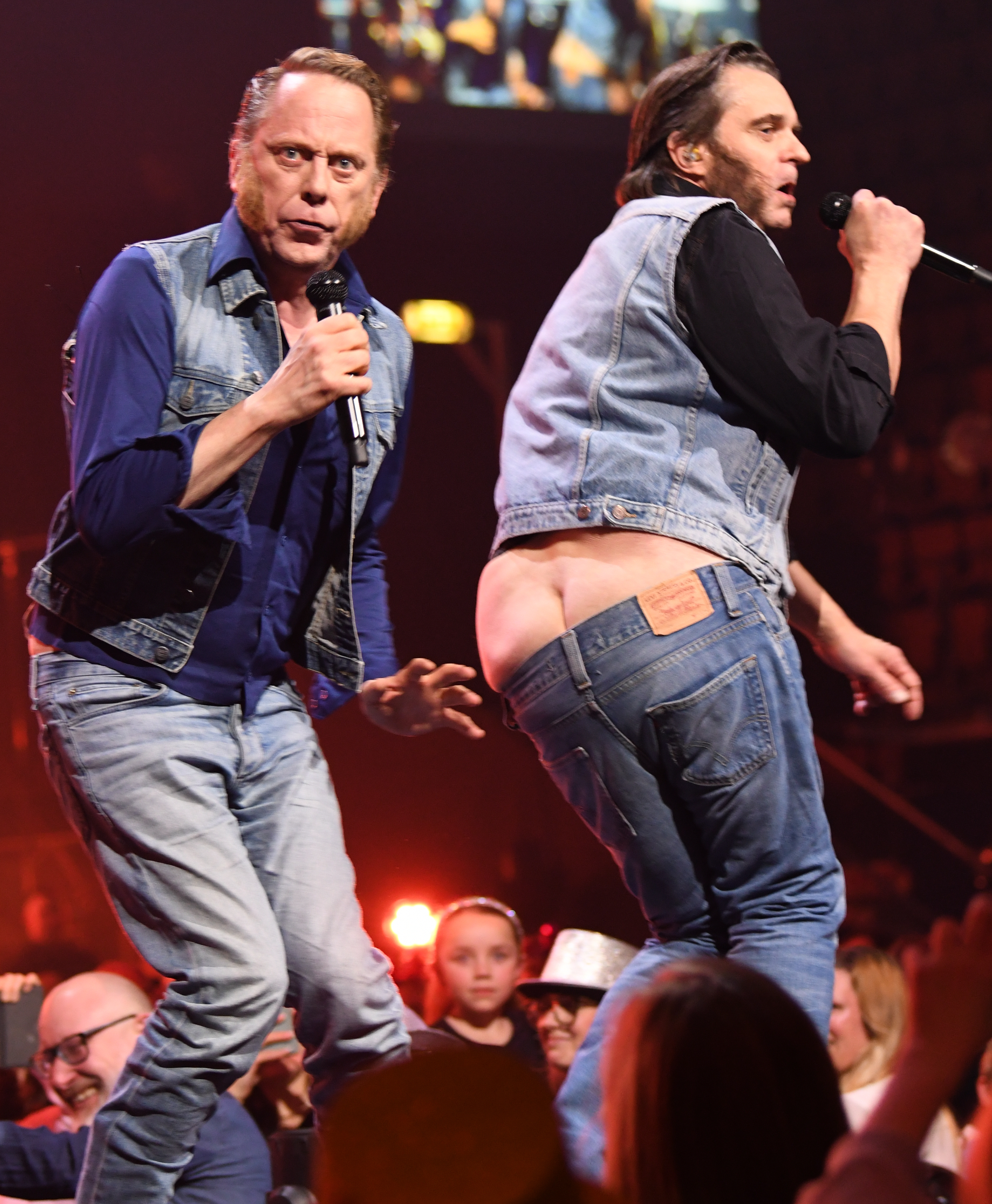
Ronny och Ragge som mellanakt under Melodifestivalen 2025.

Ronny och Ragge är två fiktiva raggare som skapades av Fredde Granberg och Peter Settman i början av 1990-talet. Settman gestaltade karaktären Ronny Stenström, och Granberg gestaltade Ragge.
Duon fick sitt genombrott med komediserien Byhåla, som sändes på SVT mellan 1991 och 1993. År 2004 släpptes serien även på DVD, Ronny & Ragge Still Pöking.
De gav 1992 ut singeln "Brylcreme, stålkam och gällivarehäng", som 1993 följdes albumet Let's Pök!, med hitlåtar som "Rara söta Anna", "De e' sommar" och "Köra fort som fan".
Den 21 oktober 2024 meddelades att Peter Settman och Fredde Granberg, i skepnaderna av Ronny och Ragge, förväntas ge sig ut på sommarturné i Sverige år 2025. Duon uppträdde som mellanakt under den femte deltävlingen av Melodifestivalen 2025.

## Filmografi

### TV-serier
- 1991 – Byhåla
- 1992 – Byhåla 2: Tillbaka till Fårrden
- 1993 – Byhåla 3
- 2004 – Still pöking (DVD)

### Film
- 1994 – Pökpåsefabriken
- 2005 – The live konsär (DVD)

## Diskografi
- 1992 – Join The Fårrd-Ride (EP)
- 1993 – Brylcreme, stålkam och gällivarehäng (singel)
- 1993 – Let's Pök! (studioalbum)
- 2025 – Keep on pöking (studioalbum)